# Wonewoc, Wisconsin
Wonewoc là một làng thuộc quận Juneau, tiểu bang Wisconsin, Hoa Kỳ. Năm 2006, dân số của làng này là 834 người.